# Lepus tolai
Lepus tolai är en däggdjursart som beskrevs av Peter Simon Pallas 1778. Lepus tolai ingår i släktet harar, och familjen harar och kaniner. IUCN kategoriserar arten globalt som livskraftig.
Artepitet tolai är det centralasiatiska namnet för arten.
Denna hare förekommer i Asien från södra Kazakstan och nordöstra Iran till östra Kina och till angränsande områden av sydöstra Ryssland. Arten vistas vanligen i kulliga områden som ligger 600 till 900 meter över havet. Den observerades i Mongoliet även i höga bergstrakter. Habitatet utgörs av stäpper, halvöknar och klippiga områden med glest fördelad växtlighet. Lepus tolai uppsöker även skogsgläntor.
Individerna blir med svans 40 till 59 cm långa.
I Uzbekistan minskade beståndet betydligt under senare 1900-talet.

## Underarter
Arten delas in i följande underarter:
- L. t. tolai
- L. t. aurigineus
- L. t. buchariensis
- L. t. cheybani
- L. t. cinnamomeus
- L. t. filchneri
- L. t. lehmanni
- L. t. swinhoei

## Bildgalleri

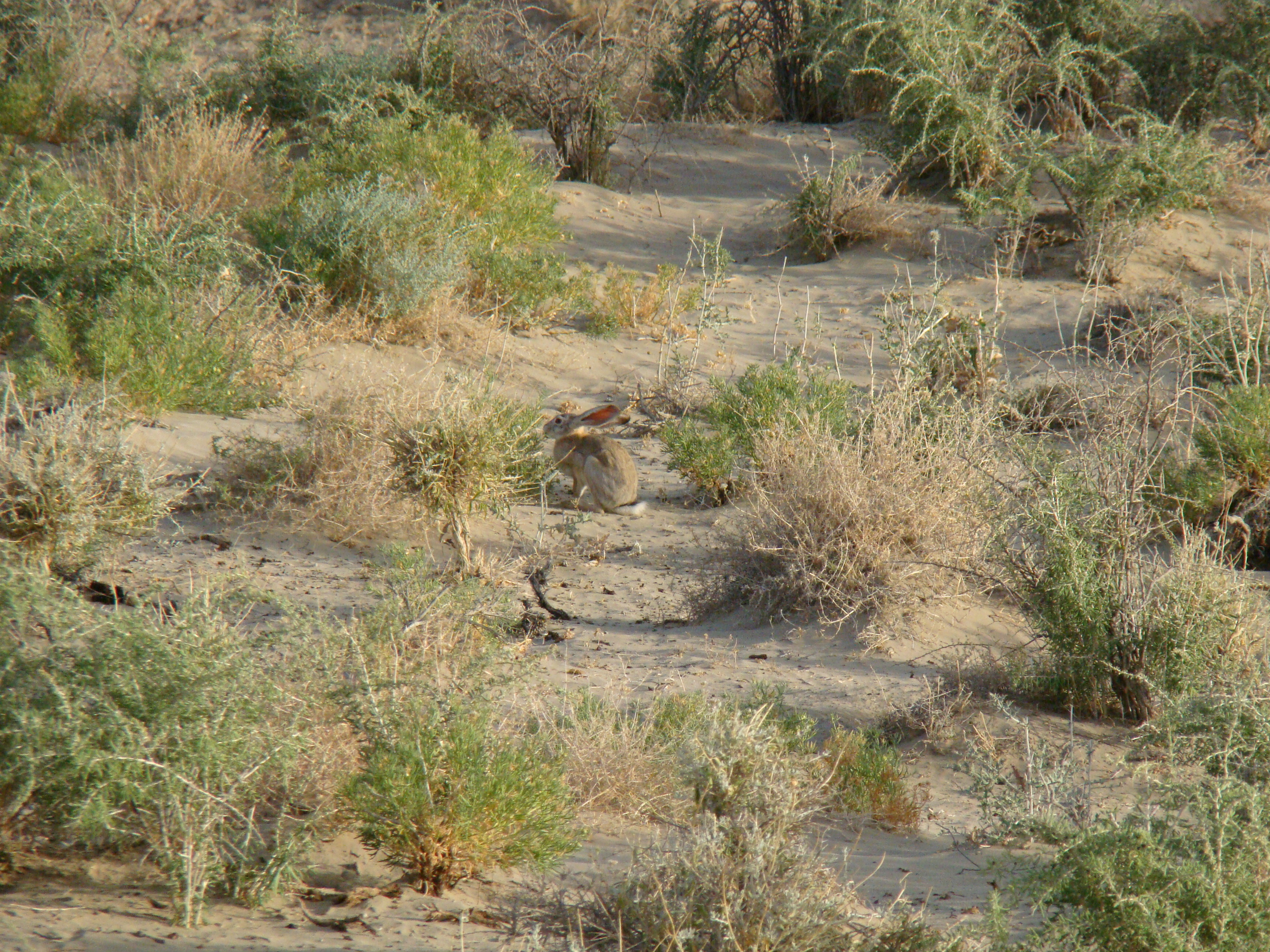
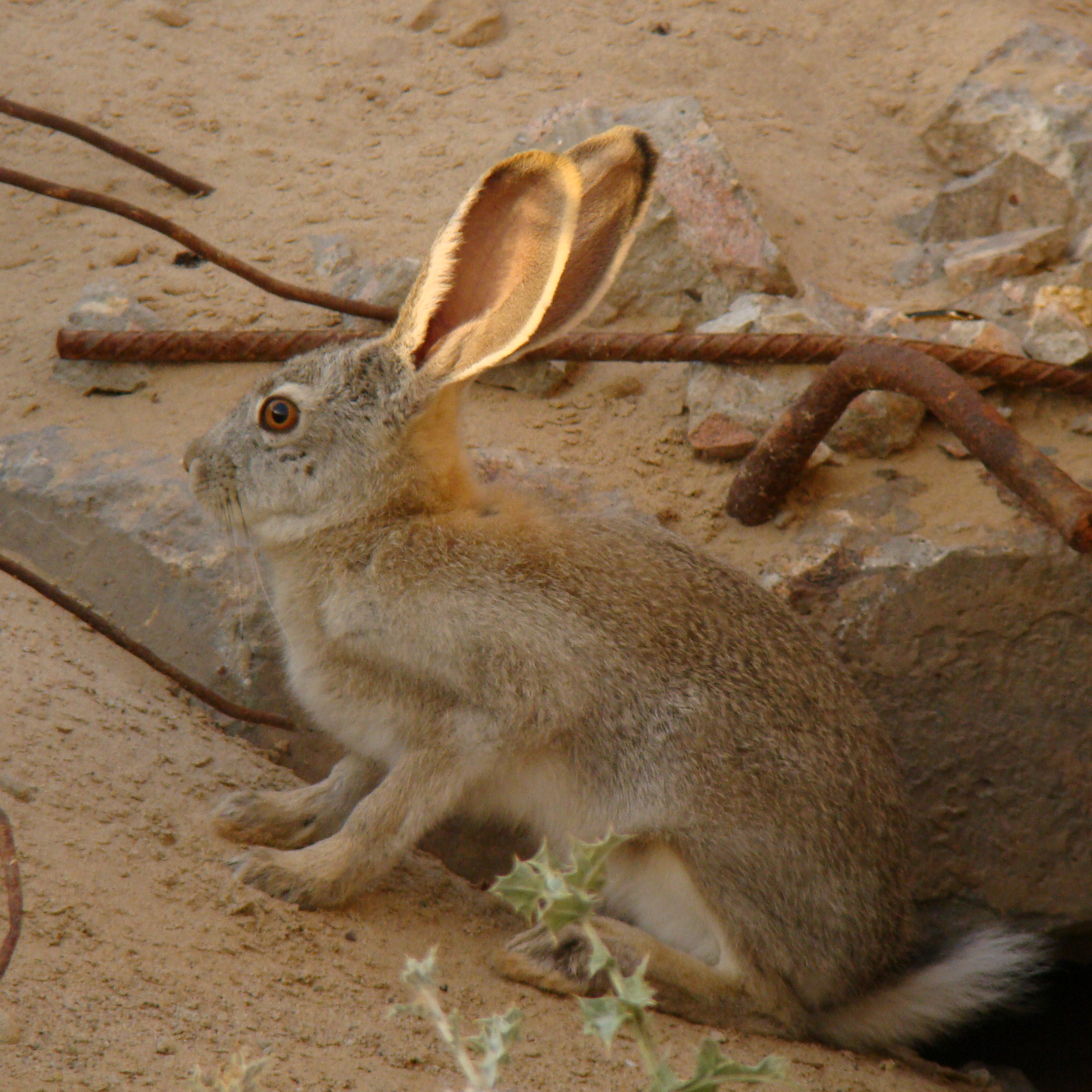
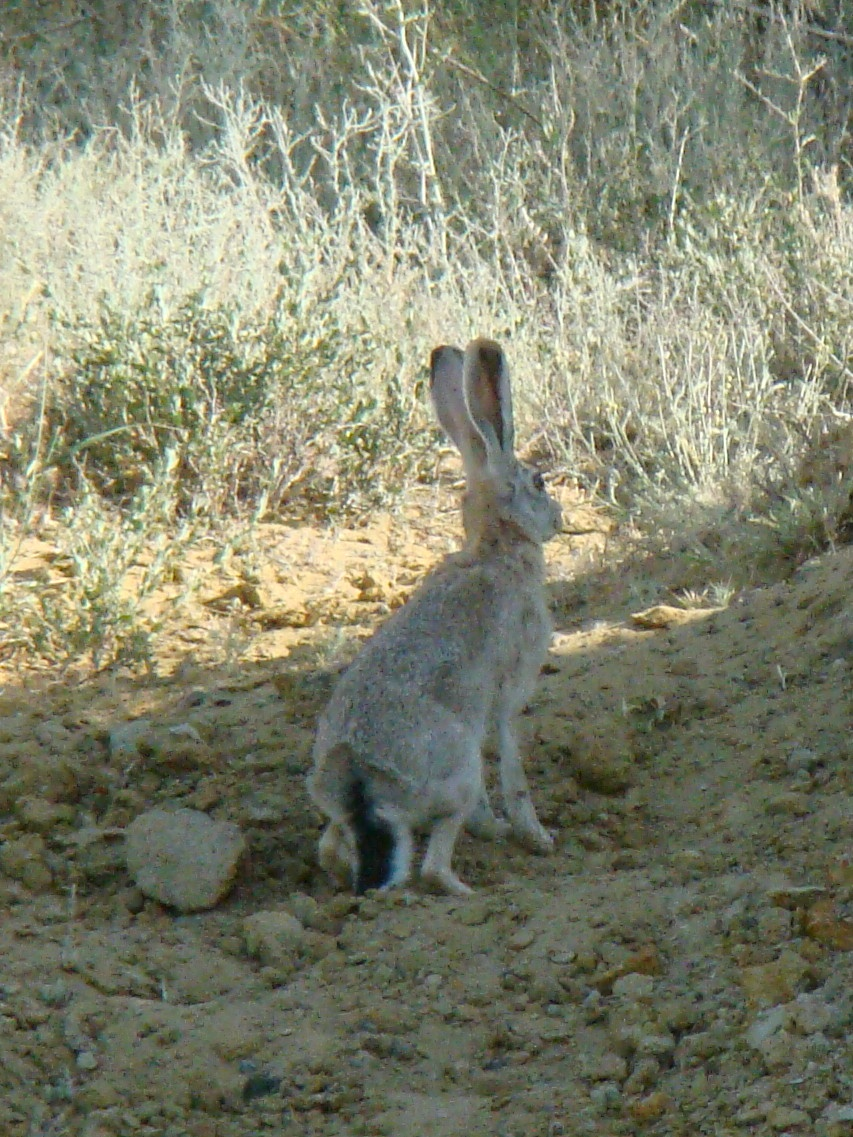
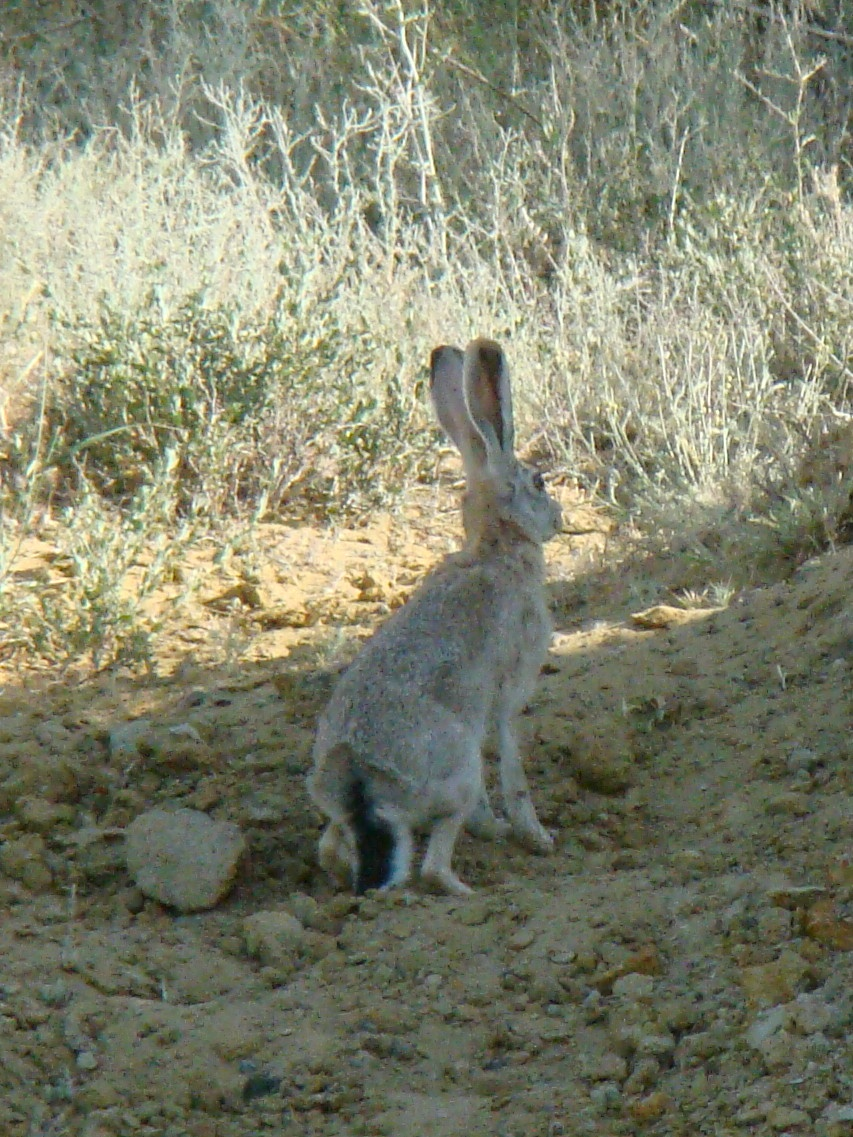
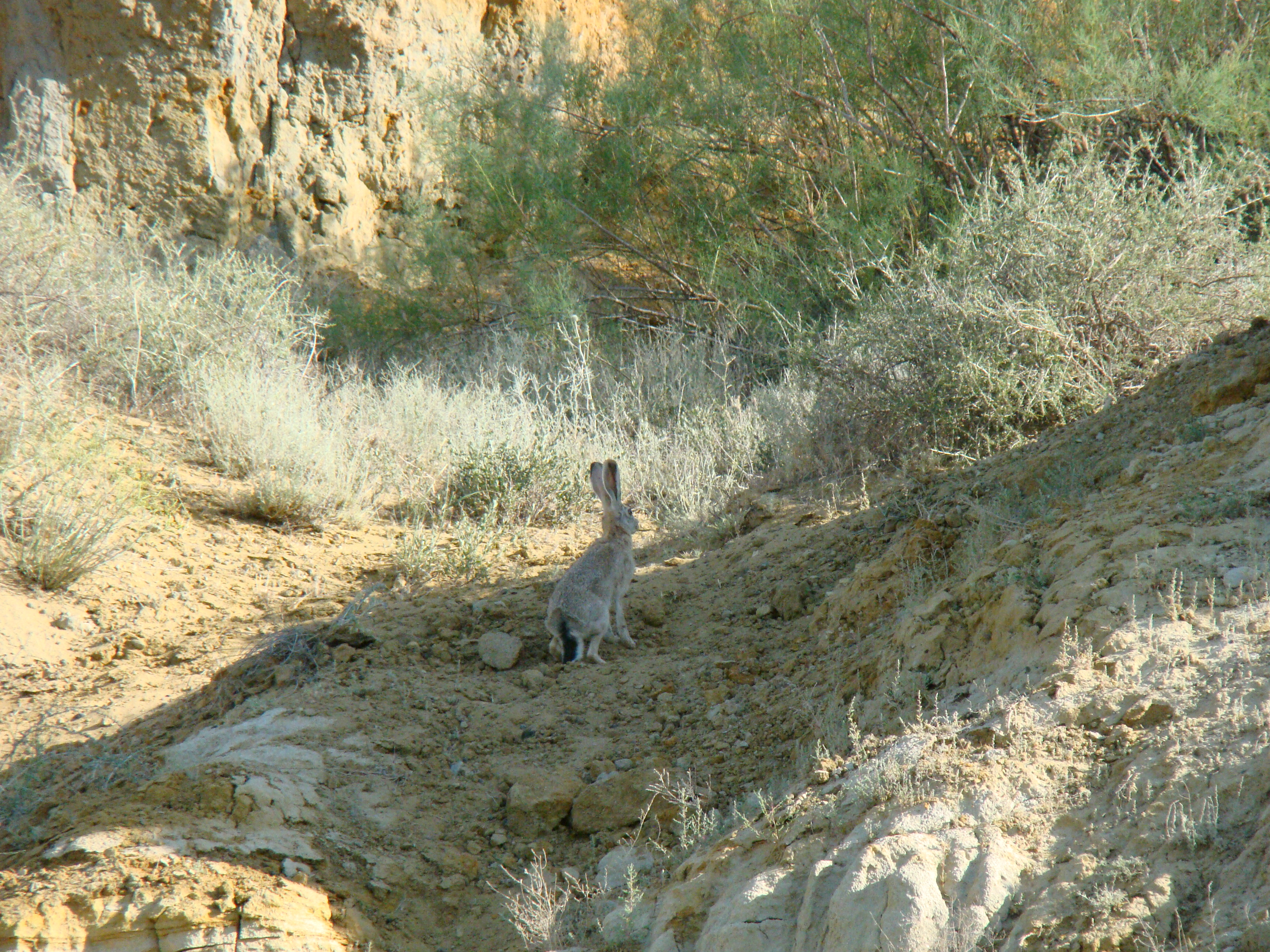